# Valentín Abecia
Valentín Abecia (Sucre, 6 de febrer de 1846 - ibíd., 10 de gener de 1910) fou un historiador i bibliògraf bolivià del segle xix. A més, va entrar en política i va esdevenir Vicepresident del Govern bolivià entre 1904 i 1909.
Fou el continuador de l'obra de René Moreno; va publicar en 1899 un volum de Adiciones a la Biblioteca Boliviana de Gabriel René Moreno; també va publicar Informes del virrey Abascal sobre el 25 de mayo y el 16 de julio de 1809 i una Història de Chuquisaca (no publicada fins a 1939), obres que l'acrediten com a excel·lent historiador.